# Video bajo demanda
El video bajo demanda o vídeo bajo demanda (VBD; en inglés, video on demand o VOD), también conocido como televisión a la carta, es un servicio OTT de televisión. Esta modalidad de difusión de contenidos multimedia, permite al usuario acceder a un contenido concreto, en el momento que lo solicita, visualizándolo en línea en su dispositivo, sea móvil o televisivo.
Esta fórmula ha modificado considerablemente el consumo de contenidos audiovisuales porque no es necesario esperar a que se emita un programa en televisión para acceder a él; esto simplifica la consulta y la elección, especialmente en comparación con los soportes físicos como videocasetes, DVD o discos Blu-ray. Desde la década de 2020, las plataformas digitales representan el principal modo de consumo de películas a través del cine en casa, situándose por delante del número de entradas de cine.

## Historia
Uno de los primeros sistemas de VOD comercial fue puesto en marcha experimentalmente en Hong Kong durante 1990, pero fracasó al poco tiempo debido a que los CD eran mucho más baratos y que la televisión por suscripción no era común en Hong Kong.
A partir del 1994 se desarrolla un servicio de VOD por parte de la televisión interactiva de Cambridge en Inglaterra. Este servicio proporcionaba video y datos a 250 hogares y escuelas conectadas a la red de cable de Cambridge (más tarde parte de NTL y actualmente Virgin Media). La retransmisión con MPEG-1 fue difundido a través de una red ATM de un servidor de medios de comunicación ICL con STB, diseñado por Acorn Online Media. El sistema se inició con una velocidad de 2 Mbps por casa y posteriormente aumentó a 25 Mbps. Los contenidos fueron suministrados por la BBC y Anglia TV, pero el proyecto concluyó en 1996 debido a la dificultad en la obtención de contenidos.
En 1998, Kingston Comunications se convirtió en la primera compañía británica en lanzar un servicio de VOD plenamente comercial y la primera en integrar la televisión abierta y acceso a Internet a través de un único descodificador mediante la entrega de propiedad intelectual a través de ADSL.
En 2001 Kingston Interactive TV había atraído a 15.000 suscriptores y después de una serie de ensayos el servicio HomeChoice se desplegó en 1999 en Londres. Posteriormente, aumentó el número de clientes hasta 40.000, para que luego fueran comprados por Tiscali en 2006.
En la actualidad los sistemas VOD están ampliamente desplegados por todas partes de Estados Unidos y desde 2006 ya se contabilizan más de 140 servicios en Europa.
En 2020, durante el lanzamiento de Disney+, al estreno de una película, luego de no haberse estrenado en los cines a causa de la Pandemia de COVID-19, se ha utilizado el Premier Access el 4 de septiembre en el estreno de Mulan, que funciona el Premier Access como para la reactivación económica por la pandemia.

## Funcionalidad
El sistema contiene las funciones básicas de vídeo, como la opción de detener el programa o reanudarlo a voluntad del mismo cliente, llevarlo hacia delante y hacia atrás, ponerlo a cámara lenta o en pausa; son los llamados modos trampa. Además VOD permite al usuario disponer del programa deseado sin depender de horarios fijos de programación. El espectador dispone de una amplia oferta de programas para visualizar o realizar un pago por ciertos programas como en el caso de pago por visión. El cliente está conectado a un servidor de vídeo bajo demanda que dispone de un sistema alternativo a los tradicionales alquileres de películas.
En los sistemas de retransmisión basados en disco existe la necesidad de un procesamiento adicional, ya que los archivos separados de avance rápido y retroceso deben ser almacenados en unidades de disco duro. En cambio, los sistemas basados en memoria pueden ejecutar estos sistemas directamente desde la RAM ya que no necesita almacenamiento adicional.
Hay dos posibles maneras de distribución de VOD. El primero es a través de LAN, en la que se puede realizar una distribución mucho más rápida a los usuarios. En cambio, si se hace a través de WAN la respuesta es más lenta pero el alcance será mucho mayor.
Los servicios de descarga VOD son posibles en casas con conexión vía cable (óptico o coaxial) o bien ADSL.
VOD utiliza protocolos en tiempo real, como por ejemplo protocolo de transporte en tiempo real (RTP) sobre el protocolo de datagramas de usuario (UDP) con el protocolo de control en tiempo real (RTCP). Un buen complemento sería un protocolo de reserva de recursos (RSVP).

## Tipos

### Transaccional
El vídeo bajo demanda transaccional (TVoD, por sus siglas en inglés) es un sistema de pago por visión de contenidos audiovisuales basado en el que disponen los videoclubs. El usuario adquiere los derechos de visionado de un contenido audiovisual a un bajo precio y durante un tiempo determinado. La principal diferencia con los videoclubs es que el usuario puede visualizar los contenidos desde Internet, a través de un ordenador o un dispositivo móvil, sin necesidad de reproductor DVD ni televisor. Los servicios de vídeo bajo demanda transaccionales también suelen permitir la descarga de los contenidos adquiridos para visualizarlos sin acceso a Internet hasta que finalice el periodo de alquiler.

### En diferido
El vídeo bajo demanda en diferido o push video on demand es una técnica utilizada por diferentes difusores en los sistemas que carecen de la interactividad para proporcionar un video bajo demanda de verdad, que les permite simular dicho sistema de vídeo bajo demanda. Un sistema VoD en diferido utiliza una grabadora de video personal o PVR para grabar automáticamente una selección de la programación, que a menudo se transmite durante la noche, con la capacidad de repuesto. Los usuarios pueden ver la programación descargada en cualquier momento. Como el contenido de esta programación ocupa un espacio en el disco duro PVR, este suele ser eliminado después de una semana para liberar espacio y dejar sitio a nuevos programas. El hecho de que el espacio sea limitado en el disco duro PVR significa que la flexibilidad y la selección de los programas disponibles en estos sistemas es más restringido que en los demás sistemas VOD.

### En redifusión
El vídeo casi bajo demanda o near video on demand es un sistema de pago por visión utilizado por difusores multicanal. Este sistema utiliza una distribución con un altísimo ancho de banda, prácticamente igual al de los satélites y televisión por cable. Se transmiten varias copias del programa en pequeños intervalos de tiempo (unos 30 minutos), de este modo cualquier usuario puede ver el contenido desde el inicio sin tener que depender del horario. Otro servicio asociado, es el de programación almacenada o catch-up TV, que pone a disposición del usuario, toda la programación de los canales de la plataforma, durante un periodo posterior a la emisión original.

## Situación por país

### Argentina
En Argentina, el sistema de vídeo bajo demanda está disponible en los principales cable de televisión de pago.
Plataformas
| - Apple TV+ - Disney+ - Crunchyroll - DAZN - Mubi (streaming) - Paramount+ - Vix - MotorPlay - Plex - Viki - Flow - Atresplayer - DirecTV Go - History Play - Fanatiz - Universal+ - Tubi - Telecentro Play - Star+ - Supercanal Mio - Movistar Play - Claro Video - Onefootball - GolTV Play - HBO Max - Netflix - Octubre TV - Pluto TV - Cont.ar - CINE.AR Play - Amazon Prime Video - YouTube Premium |

### ChileChile
En Chile, el sistema de video bajo demanda está disponible en los principales operadores de televisión de pago.
Plataformas
| - Apple TV+ - Disney+ - Crunchyroll - Funimation - DirecTV Go - DAZN - Movistar Play - Tubi - Atresplayer - Plex - Viki - Claro Video - Star+ - Mubi (streaming) - Vix - Onefootball - Paramount+ - History Play - Huawei Video - Fanatiz - HBO Max - Universal+ - Netflix - Pluto TV - GolTV Play - Estadio TNT Sports - 13Now - Mega Go - CNTV Play - Amazon Prime Video - YouTube Premium |

### ColombiaColombia
En Colombia, el sistema de video bajo demanda está disponible en los principales cable de televisión de pago.
Plataformas
| - Apple TV+ - Crunchyroll - Funimation - Tigo play - DirecTV Go - Atresplayer - History Play - Disney+ - Plex - Viki - DAZN - GolTV Play - Universal+ - Star+ - Vix - Movistar Play - Claro Video - Tubi - Onefootball - Fanatiz - HBO Max - Retina Latina - Netflix - Caracol Play - RCN Play - Mubi (streaming) - Paramount+ - Win Sports Online - RTVC Play - Amazon Prime Video - YouTube Premium |

### PanamáPanamá
En Panamá, el streaming está disponible cada vez más cerca a todos.
Plataformas
| - Apple TV+ - Tigo play - DAZN - Disney+ - Universal+ - GolTV Play - Fanatiz - Star+ - History Play - Crunchyroll - Claro Video - Plex - Viki - Atresplayer - Mubi (streaming) - Tubi - Onefootball - Vix - Blue To go Sky - HBO Max - Cable Onda Go - Netflix - Paramount+ - Amazon Prime Video - YouTube Premium |

### EspañaEspaña
En España, el sistema de video bajo demanda está siendo impulsado por los operadores de televisión de pago a través de múltiples dispositivos conectados: decodificadores, aplicaciones para ordenadores personales y dispositivos móviles, y aplicaciones para televisores inteligentes. Estos servicios solo pueden estar disponibles en la televisión por cable e IPTV, puesto que es imprescindible una conexión bidireccional, que el satélite o la TDT no permiten.
Movistar+ envía en cada momento el programa seleccionado por el usuario sobre su línea telefónica empleando tecnologías DSL, y FTTH para contenidos en alta definición. Dispone de su propio servicio llamado Movistar+ en dispositivos, en aplicaciones para computadoras personales y dispositivos móviles.
Vodafone TV heredó de Ono, además de su red de cable, un sistema de video a la carta bajo la denominación Ojo, disponible a través de su decodificador TiVo.
Orange TV también presentó el servicio de video bajo demanda en su modalidad de televisión.
Las tres cableras del norte del país, R, Telecable y Euskaltel, disponen de su propio servicio de video bajo demanda.
En España Para poder descargar la mayoría de aplicaciones en televisores con Televisión inteligente deberás tener un televisor de 2016 o posterior conectado a internet. (DVB-T2, full HD, UHD y 4K)
Plataformas
| - Acorn TV - AMC SELEKT incluye los canales de televisión AMC, SundanceTV, Canal Hollywood, DARK, Somos, XTRM, Canal HISTORIA, AMC BREAK, AMC CRIME, Odisea, Canal Cocina, Canal Decasa, ¡BUENVIAJE! y Enfamilia. - Apple TV+ - Disney+ - Atresplayer - FamiPlay - Filmin - Acontra+ - Mediaset Infinity - Fanatiz - Gol Play - RTVE Play - Planet Horror - FlixOlé - Discovery+: HBO Max confirma su transformación a Max para 2024 en España tras fusionarse en una nueva plataforma con Discovery+ - HBO Max: HBO Max confirma su transformación a Max para 2024 en España tras fusionarse en una nueva plataforma con Discovery+ | - Movistar+ - DAZN - Fanatiz - Tivify - Netflix - Universal+ - Star - Orange TV - FIFA+ - LaLiga+ - Prime Video - Europa+ - Globoplay - Somos Cine TVE - Rakuten TV - Footters - SkyShowtime - Vodafone TV |

### MéxicoMéxico
En México, el sistema de vídeo bajo demanda es cada vez más usado, principalmente son ofrecidos por operadores que ofrecen servicios de telecomunicaciones a base de paquetes de contratación. Las principales empresas en México que ofrecen este tipo de contenido son Izzi de Televisa con su servicio de streaming Vix, Telmex de América Móvil con el servicio Claro Video, Megacable con su servicio Xview, Grupo MVS con su plataforma Dish Móvil, Maxcom con su plataforma Yuzu TV y Cinema UNO que ofrece un servicio enfocado a las películas independientes. Esto ha permitido al consumidor visualizar los contenidos en diferentes dispositivos digitales y en otras plataformas.
El acceso al Video Bajo demanda en el país,requiere de 3 componentes importantes:
- 1.-La pantalla donde se podrá presenciar el contenido (o el dispositivo electrónico, una PC, laptop, tableta o algún dispositivo multimedia con este tipo de acceso,de preferencia por WIFI o incluso alternativas como Chromecast o alguna consola de videojuegos que permita el acceso a internet y la correspondiente aplicación que permita acceder a estas opciones de entretenimiento)

- 2.-un proveedor de servicios de internet(por lo general puede ser uno de doble a cuádruple play,mismo a donde se conectara el medio de acceso a la plataforma que se quiere ingresar)en esto debe entrar en acción un módem del servicio de internet.,si el acceso es por medios móviles,basta con que solo exista un módem USB o algún medio de acceso a internet portátil o bien que el propio dispositivo tenga alguna capacidad de conexión WI-FI,3G,4G o incluso por medio de Bluetooth.

- 3.-Si el televisor no cuenta con acceso a través de medios propios, o no es un Televisión inteligente, se puede optar por adquirir una plataforma de acceso en forma de un decodificador que a su vez es una pequeña computadora que se conecta al televisor para poder disfrutar de este servicio y algunas funciones adicionales.

Con ello puede disfrutarse del servicio de Video Bajo Demanda.
Plataformas
| - Disney+ - Apple TV+ - DAZN - Claro Video - Crunchyroll - Huawei Video - DirecTV Go - Dish Móvil - Filmin Latino - GolTV Play - Retina Latina - CuriosityStream - HBO Max - Plataforma Cine - izzi Go - Onefootball - Blue To go Sky - Mubi - Casa CANÍBAL | - Netflix - Universal+ - MXPLAY - Fanatiz - Paramount+ - Plex - Pluto TV - Pongalo - Prime Video - Atresplayer Premium - Viki - Funimation - Tubi - Azteca Now - History Play - Vix - Xview - YouTube Premium - Cinema UNO |

### Estados Unidos
En Estados Unidos de América, el sistema de vídeo bajo demanda es muy utilizado por la población muchas compañías brindan este servicio.
Plataformas
| - Apple TV+ - Disney+ - ESPN+ (servicio de streaming) - HBO Max - Mubi (streaming) - Dish Network - Viki - Hulu - beIN Connect - FuboTV - Viaplay - DAZN - AMC+ - Acorn TV - Onefootball - Funimation - Peacock (servicio de streaming) - AT&T Now - Tubi - Globoplay - Lionsgate+ - Pantaya - GolTV Play - Baidu - Vix - Discovery+ - BritBox - Sony Crackle - Showtime Anytime - Paramount+ anteriormente conocido como CBS All Access - Fanatiz - Netflix - FuboTV - Amazon Prime Video - BET+ - Crunchyroll - HIDIVE - VRV |

### PerúPerú
En Perú, el sistema de vídeo bajo demanda es cada vez más usado, hay mucha competencia y se avecinan más desembarcamientos
Plataformas
| - Apple TV+ - Disney+ - Fanatiz - Movistar Play - Bestcable TVGO - Claro Video - Crunchyroll - Onefootball - Star+ - Viki - Atresplayer Premium - América tvGO - Latina Play - Mubi (streaming) - Plex - Universal+ - Pluto TV - GolTV Play - Vix - DirecTV Go - ATV Play - Paramount+ - History Play - Tubi - CableGo - HBO Max - Netflix - Retina Latina - TV Perú Play - Amazon Prime Video - YouTube Premium - Bitel Video - DAZN - Funimation |

### VenezuelaVenezuela
En Venezuela, se utiliza los sistemas de vídeo bajo demanda de la siguiente lista:
Plataformas
| - Apple TV+ - Disney+ - Star+ - Movistar Play - GolTV Play - Fanatiz - Onefootball - Tubi - HBO Max - Plex - Paramount+ - NetUno Go - Atresplayer Premium - Vix - Viki - History Play - Netflix - Crunchyroll - Universal+ - DAZN - VIVOplay - Mubi (streaming) - Fanatiz - Amazon Prime Video - YouTube Premium - Inter - Pluto TV - Televen Stream - Venevisión Play - Novelísima - VTV IP - Miraflores TV - NetUno Go - TVee |

### UruguayUruguay
En Uruguay, el sistema de vídeo bajo demanda esta llegando a su máximo nivel con diversas opciones para el mercado.
Plataformas
| - Apple TV+ - Movistar Play - Disney+ - DGO - Poipes - Fanatiz - Tubi - DAZN - Vix - Onefootball - Viki - Plex - Atresplayer Premium - Mubi (streaming) - Crunchyroll - GolTV Play - History Play - Claro Video - Paramount+ - Universal+ - Antel TV - Flow TV - HBO Max - Retina Latina - TCC Vivo One - Netflix - Nuevo siglo Now - MCGoLive - Amazon Prime Video - YouTube Premium |

### BrasilBrasil
Brasil, es uno de los líderes de streaming en la región.
Plataformas
| - Apple TV+ - Disney+ - Fanatiz - DirecTV Go - Globoplay - Crunchyroll - Looke - Funimation - RedeTV Go - GolTV Play - NetMovies - Telecine Play - Star+ - PlayPlus - Paramount+ - Multi+ - DAZN - Claro Video - Estadio TNT Sports - Sky+ - Onefootball - Vivo Play - Claro Now - HBO Max - Darkflix - El Plus - Oldflix - Netflix - Amazon Prime Video - Spcine Play - YouTube Premium |

### ParaguayParaguay
En Paraguay, el sistema de vídeo bajo demanda esta entrando poco a poco y se está consolidando cada vez más.
Plataformas
| - Apple TV+ - Disney+ - Claro Video - Fanatiz - Crunchyroll - DAZN - Plex - Viki - Onefootball - Star+ - Atresplayer Premium - GolTV Play - Paramount+ - Universal+ - History Play - Tigo Play - HBO Max - Netflix - Amazon Prime Video - YouTube Premium - Personal Flow |

### BoliviaBolivia
En Bolivia, los servicios de vídeo bajo demanda son relativamente accesibles para clases medias.
Plataformas
| - Apple TV+ - Disney+ - ESPN Play - axs+ - Star+ - Red Uno Play - COTAS Play - Fanatiz - DAZN - Onefootball - Universal+ - Crunchyroll - GolTV Play - Plex - Viki - History Play - Atresplayer Premium - Paramount+ - Tigo Play - GO ON TV - HBO Max - Netflix - Amazon Prime Video - YouTube Premium - APTV Play - Red de Entretenimiento Kinema |

### CubaCuba
En Cuba, el sistema de vídeo bajo demanda llegó y amenaza expandirse más eso si los costos son un poco caros.
Plataformas
| - Picta - Crunchyroll - Amazon Prime Video - Netflix |

### Australia
En Australia, el sistema de vídeo bajo demanda es el vez más usado, muchas compañías brindan el servicio aquí una de las tantas;
Plataformas
| - Apple TV+ - Disney+ - HBO Max - Mubi (streaming) - Dish Network - Viki - Hulu - beIN Connect - FuboTV - Viaplay - DAZN - AMC+ - Acorn TV - Onefootball - Funimation - Peacock (servicio de streaming) - AT&T Now - Tubi - Globoplay - Lionsgate+ - Pantaya - Baidu - Vix - Discovery+ - BritBox - Sony Crackle - Showtime Anytime - Paramount+ anteriormente conocido como 10 All Access - Fanatiz - Netflix - FuboTV - Amazon Prime Video - BET+ - Crunchyroll - HIDIVE - VRV |

### Francia
Plataformas
| - Acorn TV - Apple TV+ - Amazon Prime Video - Disney+ - HBO Max - Mubi (streaming) - beIN Connect - DAZN - SkyShowtime - Globoplay - Onefootball - Funimation - Crunchyroll - Animation Digital Network |

### GreciaGrecia
Plataformas
| - Apple TV+ - Disney+ - HBO Max - Mubi (streaming) - DAZN - Globoplay - Acorn TV - SkyShowtime - Onefootball - Funimation - Amazon Prime Video - Crunchyroll |

### ItaliaItalia
Plataformas
| - Rai - Canale 5 - Italia 1 - Netflix - Amazon Prime Video - Sky Go - Disney+ - SkyShowtime - Rakuten TV - Apple TV - Mubi (streaming) |

### Países BajosPaíses Bajos
Plataformas
| - SkyShowtime - Apple TV+ - Disney+ - Crunchyroll - DAZN - Globoplay - Onefootball - HBO Max - Netflix - Amazon Prime Video - YouTube Premium |

### Portugal
Plataformas
| - SkyShowtime - Apple TV+ - Disney+ - Globoplay - Crunchyroll - DAZN - Onefootball - HBO Max - Netflix - Amazon Prime Video - YouTube Premium |

### Reino UnidoReino Unido
En Reino Unido, el sistema de vídeo bajo demanda es el vez más usado, muchas compañías brindan el servicio aquí una de las tantas;
Plataformas
| - Apple TV+ - Disney+ - HBO Max - Mubi (streaming) - Dish Network - Viki - Hulu - beIN Connect - FuboTV - Viaplay - DAZN - AMC+ - Acorn TV - Onefootball - Funimation - Peacock (servicio de streaming) - AT&T Now - Tubi - Globoplay - Lionsgate+ - Pantaya - Baidu - Vix - Discovery+ - BritBox - Sony Crackle - Showtime Anytime - Showtime el equivalente en otros países es Paramount+ - Fanatiz - Netflix - FuboTV - Amazon Prime Video - BET+ - Crunchyroll - HIDIVE - VRV |

===  República Checa ===

## Legalidad
Los sistemas VOD hacen referencia, generalmente, a los mecanismos de funcionamiento legítimo de acuerdo con las leyes actuales. Las motivaciones actuales para un futuro desarrollo se remontan a la creación de redes peer to peer y el desarrollo de software para compartir archivos como por ejemplo Bit Torrent. Estas innovaciones demostraron que técnicamente es posible ofrecer al consumidor, cada una de las películas que se producen. De este modo se consigue no cargar al proveedor con todo el coste de subir información para que el cliente que lo desee, pueda recibirla.